# Fondo pensione aperto
Il fondo pensione aperto (abbreviato FPA) è uno strumento di previdenza complementare.
I fondi aperti sono creati e gestiti da banche, assicurazioni, SGR e SIM e poi collocati presso il pubblico. Vi possono aderire lavoratori autonomi, liberi professionisti e lavoratori dipendenti. Possono altresì aderire i familiari a carico dei lavoratori nonché non lavoratori.
L'adesione può avvenire in forma individuale o, se il Regolamento del Fondo lo consente, su base collettiva. In quest'ultimo caso si è in presenza di un accordo tra il Fondo e l'azienda, relativo alle modalità e ai termini di contribuzione degli aderenti.
I Fondi Pensione Aperti sono fondi a contribuzione definita e di conseguenza le prestazioni non sono determinabili a priori, ma dipendono dai contributi versati (oltre che dal rendimento degli strumenti finanziari, dal regime fiscale applicabile, ecc.)
L'adesione ai Fondi Pensione è incoraggiata da agevolazioni fiscali. Relativamente alla contribuzione, è prevista la deducibilità dei contributi a carico del lavoratore e a carico dell'azienda fino al limite massimo di 5164,57 €. Un regime ancora più favorevole è applicato ai lavoratori di prima assunzione a partire dal 1º gennaio 2007.
Per vigilare sulla regolare amministrazione di questi fondi è stata istituita una Commissione controllata dal Ministero del lavoro e delle politiche sociali (COVIP - Commissione di vigilanza sui Fondi Pensione) perché, mentre nel regime utilizzato dalla previdenza di base la contribuzione prelevata dal reddito da lavoro viene subito spesa per pagare le pensioni, con una sorta di solidarietà tra generazioni, quella versata per un fondo pensione integrativo finisce nel mercato creditizio, dove il valore del capitale risparmiato si lega all'andamento dei mercati finanziari. È opportuno quindi richiedere trasparenza anche nelle modalità di offerta del prodotto derivante da questo risparmio.